# Sporopipes frontalis
O Tecelão (Sporopipes frontalis) é um membro da família Ploceidae. É encontrado em Benin, Burkina Faso, Camarões, Chade, Eritreia, Etiópia, Gâmbia, Gana, Guiné-Bissau, Quénia, Mali, Mauritânia, Níger, Nigéria, Senegal, Somália, Sudão, Tanzânia, e Uganda. Seu habitat natural é a savana.